# Johann Georg Oppel
Johann Georg Oppel, auch Oppeln, seit 1635 von Oppel, (* 26. Juni 1594 in Dresden; † 19. Juni 1661 ebenda) war ein kursächsischer Jurist und Wirklicher Geheimer Rat, zudem kaiserlicher Rat, kursächsischer Hof- und Justizrat, Kammer- und Steuerdirektor und Hofpfalzgraf. Oppel war Herr auf Lomnitz (ab 1631), Gosda, Lampertswalde, Wellerswalde sowie Ober- und Nieder-Lichtenau.

## Familie
Johann Georg Oppel entstammte dem lausitzischen Adelsgeschlecht von Oppel(l). Er war der Sohn von David von Oppel († 1597) auf Collmen und Silberstraß und dessen Ehefrau Margaretha von Krackau aus dem Hause Zschätzwitz, Tochter des kursächsischen Rates Valerian von Krackau auf Zschätzwitz.
Von Oppel heiratete am 10. November 1629 Maria Sophia geb. von Döring († 1680), Tochter des kursächsischen Geheimen Rates und Kammerrates David von Döring (1577–1638). Das Ehepaar von Oppel hatte folgende bekannte Kinder:
- Johann Georg von Oppel (1635–1696), Herr auf Wellerswalde bei Oschatz, der wiederum als jüngsten Sohn Siegmund Ehrenfried von Oppel (1687–1757) hervorbrachte.
- Dorothea Sophia von Oppel († 1695) ⚭ Johann George Joachim von Döring (1645–1718) auf Seelingstädt, Beyersdorf und Staudnitz.[3]

## Leben und Wirken

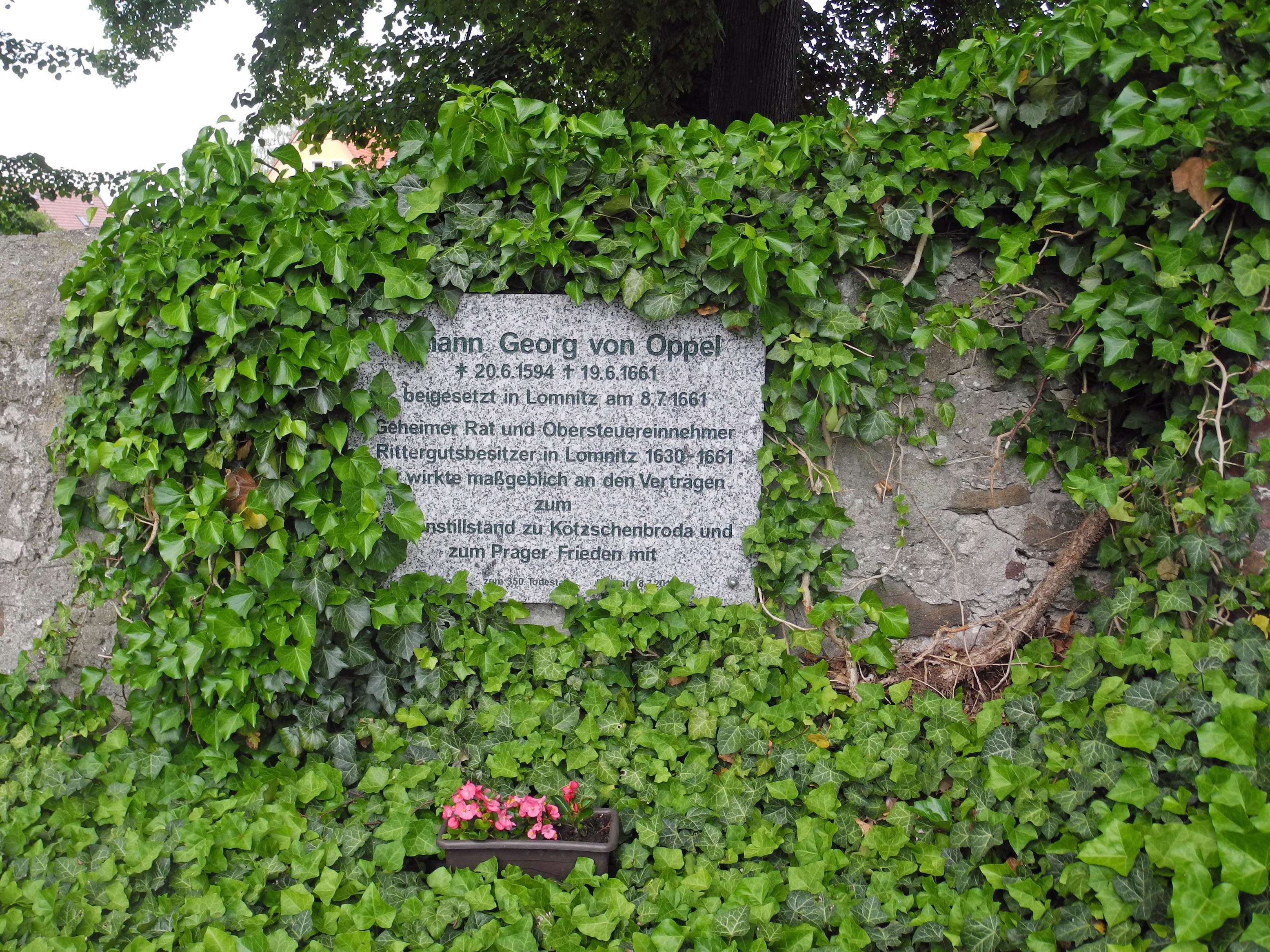
Grabstätte von Johann Georg von Oppel auf dem Kirchhof in Lomnitz

Nach einem siebenjährigen Studium des Rechts in Jena, Leipzig und Wittenberg sowie Reisen durch die Niederlande, England und Frankreich wurde Oppel 1616 Respondent in Leipzig. In Basel wurde er 1621 promoviert, wonach er als Reußischer Hof- und Regierungsrat nach Gera ging. 1629 war er kurfürstlicher Hof- und Justizrat, 1637 Geheimrat und Hofpfalzgraf (Comes Palatinus). Oppel wurde zudem Reichsgefreiter und Obersteuereinnehmer.
Er war 1635 einer der Mitunterhändler beim Prager Frieden sowie 1645 einer der drei sächsischen Unterzeichner der Urkunde zum Waffenstillstand von Kötzschenbroda, der für die sächsischen Truppen quasi den Dreißigjährigen Krieg beendete.